# Фирсенко, Максим Васильевич
Максим Васильевич Фирсенко (укр. Максим Васильович Фірсенко; 26 сентября 1984 года, Одесса, УССР, СССР) — украинский кинопродюсер, сценарист, режиссёр и актёр, глава правления в Гильдии кинематографистов Одессы, член Украинской киноакадемии, директор Киностудии «Порто-Франко Фильм». Кандидат в депутаты Верховной Рады Украины по мажоритарному округу № 134 на досрочных парламентских выборах 21 июля 2019 года где набрал 7,32 % голосов (5352).

## Биография
Родился 26 сентября 1984 года, Одесса, СССР в семье милиционера и переводчика немецкого языка.
Высшее образование:
- В 2006 году закончил Одесский национальный университет имени И. И. Мечникова по специальности «Журналистика»
- В 2009 году закончил Одесский региональный институт государственного управления Национальной академии государственного управления при Президенте Украины по специальности «Государственное управления»[1].

## Фильмография
Фирсенко продюсировал ленты разных форматов: короткометражные, документальные и полнометражные фильмы.

### Продюсер
Короткометражные фильмы
- (2006) «Кафедра журналистики 2005: Будни и праздники», 16 мин. (режиссёр Максим Фирсенко) — выпускная работа (документальный фильм) на специальности «Журналистика» Одесского национального университета им. И. И. Мечникова
- (2008) «DeadWorld», 2 мин. (режиссёр Максим Фирсенко) — социальная реклама снятая в рамках конкурса Film Your Issue.
- (2009) «Продать Караваджио», 10 мин. (режиссёр Максим Фирсенко) — выпускная работа (короткометражный художественный фильм) в Одесской киношколе им. Веры Холодной.
- (2009) «Странствующие музыканты», 5 мин. (режиссёр Анастасия Храмова) — выпускная работа (короткометражный документальный фильм) в Одесской коношколе им. Веры Холодной.
- (2011) Поколение, 8 мин. (режиссёр Максим Фирсенко) — короткометражный фильм.
- (2011) «Шаббат», 25 мин. (режиссёр Юрий Садомский) телефильм.
- (2012) «Элемент трусости» (режиссёр Александр Драглюк) — короткометражный фильм из альманаха У каждого свой Чехов.
- (2012) «Post Scriptum» (режиссёр Анастасия Храмова) — короткометражный фильм из альманаха У каждого свой Чехов.
- (2012) «Драма без кофе и сигарет» (режиссёр Максим Фирсенко) — короткометражный фильм из альманаха У каждого свой Чехов.
- (2012) «Горькие предубеждения» (режиссёр Виктор Тросин) — короткометражный фильм из альманаха У каждого свой Чехов.
- (2014) Александр Довженко. Одесский рассвет 25 мин. (режиссёр Артем Антонченко) — короткометражный документальный фильм.
- (2017) «Колдун Игнат и люди» 11 мин. (режиссёр Максим Фирсенко) — короткометражный фильм по мотивам рассказа Виктора Пелевина[2].

Полнометражные фильмы
- (2012) У каждого свой Чехов альманах[3].
- (2013) Не хочу умирать режиссёр Алиса Павловська[4].
- В пост-продакшене Эгле: Королева Ужей режиссёр Федор Александрович, Артем Рыжиков.
- В пост-продакшене Южный сценарий режиссёр Владимир Мирзоев, Захар Хунгуреев[5].
- Не завершенный Колесо Фортуны: Сага о Злыднях режиссёр Максим Фирсенко, проект замороженный на стадии производства из-за трудностей в русско-украинских отношениях[6].

### Режиссёр
- (2006) «Кафедра журналистики 2005: Будние и праздники», 16 мин. — выпускная работа (документальный фильм) на специальности «Журналистика» Одесского национального университета им. И. И. Мечникова
- (2008) «DeadWorld», 2 мин. социальная реклама снята в рамках конкурса Film Your Issue.
- (2009) «Продать Караваджио», 10 мин. — выпускная работа (короткометражный художественный фильм) в Одесской киношколе им. Веры Холодной.
- (2011) Поколение, 8 мин. — короткометражный фильм.
- (2011) «Шаббат», 25 мин. (сорежиссёр, режиссёр Юрий Садомский) — телефильм.
- (2012) «Драма без кофе и сигарет» — короткометражный фильм из альманаха У каждого свой Чехов.
- (2017) «Колдун Игнат и люди» 11 мин. — короткометражный фильм по мотивам рассказа Виктора Пелевина.
- Колесо Фортуны: Сага о Злыднях — проект замороженный на стадии производства из-за трудностей в русско-украинских отношениях.

### Сценарист
- (2006) «Кафедра журналистики 2005: Будние и праздники», 16 мин. (режиссёр Максим Фирсенко) — выпускная работа (документальный фильм) на специальности «Журналистика» Одесского национального университета им. И. И. Мечникова
- (2008) «DeadWorld», 2 мин. (режиссёр Максим Фирсенко) — социальная реклама снята в рамках конкурса Film Your Issue.
- (2009) «Продать Караваджио», 10 мин. (режиссёр Максим Фирсенко) — выпускная работа (короткометражный художественный фильм) в Одесской киношколе им. Веры Холодной.
- (2011) Поколение, 8 мин. (режиссёр Максим Фирсенко) — короткометражный фильм.
- (2012) «Драма без кофе и сигарет» (режиссёр Максим Фирсенко) — короткометражный фильм из альманаха У каждого свой Чехов.
- (2017) «Колдун Игнат и люди» 11 мин. (режиссёр Максим Фирсенко) — короткометражный фильм за мотивам рассказа Виктора Пелевина.
- Колесо Фортуны: Сага о Злыднях (режиссёр Максим Фирсенко), проект замороженный на стадии производства из-за трудностей в русско-украинских отношениях.

### Актёр
- (2006) фильм «Иностранцы» (режиссёр Алексей Колмогоров) — посетитель кафе, официант.
- (2006) документалка «Кафедра журналистики 2005: Будние и праздники» (режиссёр Максим Фирсенко) — играет самого себя.
- (2007) фильм Возвращение мушкетеров, или Сокровища кардинала Мазарини (режиссёр Георгий Юнгвальд-Хилькевич) — французский офицер.
- (2008) реклама «DeadWorld», (режиссёр Максим Фирсенко) — главная роль.
- (2009) короткометражка «Продать Караваджио» (режиссёр Максим Фирсенко) — посетитель бара.
- (2009) короткометражка «Радиомашина» (режиссёр Людмила Соколова) — парень.
- (2011) короткометражка Поколение (режиссёр Максим Фирсенко) — пассажир в автобусе.
- (2011) телефильм «Шаббат» (режиссёр Юрий Садомский) — автомойщик.
- (2011) документалка «Восьмой» (режиссёр Николай Бондарчук, Николай Ерёмин) — играет самого себя[7].
- (2012) альманах У каждого свой Чехов (альманах) — маньяк.
- (2014) докудрама Александр Довженко. Одесский рассвет (режиссёр Артем Антонченко) — актёр киностудии.
- (2017) документалка Prince parmi les hommes (режиссёр Stephan Crasneanscki) — играет самого себя.
- фильм Южный сценарий (режиссёр Владимир Мирзоев, Захар Хунгуреев) — прохожий.